# Auxiliaratmung
Auxiliaratmung (auch auxiliäre Atmung genannt) bezeichnet die Atmung unter der Hilfenahme der sog. Atemhilfsmuskulatur vor allem bei schwerer Atemnot. Beteiligt sind insbesondere:
- Musculus intercostalis internus
- Musculus subcostalis
- Musculus rectus abdominis
- Musculus obliquus externus abdominis
- Musculus obliquus internus abdominis

Diese werden auch als Exspiratoren bezeichnet und werden bei der Ausatmung (Exspiration) wirksam und helfen die Luft aus den Lungen zu entfernen. 